# MedWatch

米国食品医薬品局（FDA）のロゴ

MedWatch（メドウォッチ）は、米国食品医薬品局（FDA）の「安全性情報および有害事象報告プログラム」である。これは、FDA有害事象報告システム（FAERSまたはAERS）と相互連携する。MedWatchは、有害事象または警鐘事象（センチネルイベント）を報告するために使用される。1993年に設立されたこの自主的な報告制度により、前述のような情報を医学界や一般の人々と共有することができる。このシステムには、一般に公開されているデータベースと専門家向けのオンライン分析ツールがある。MedWatchはまた、医療リコールやその他の臨床安全に関する情報をそのプラットフォームを通じて配信している。

## 歴史
MedWatchは、医療における有害事象に関するデータを収集するために1993年に設立された。有害事象とは、医薬製品の使用に関連した望ましくない経験のことを言う。MedWatchシステムは、医薬品や医療機器だけでなく、FDAが規制するその他の製品（栄養補助食品、化粧品、医療食、乳児用調製粉乳など）の有害反応や品質問題の報告も収集している。2011年夏時点で、このプログラムに40,000件を超える有害事象が報告された。

## 運用
医療専門家、消費者、および患者による自主的な報告は、単一の1枚の報告用紙（FDA書式3500）を使って行われる。報告は、オンライン、電話、または郵便やファックスでMedWatch書式3500を提出することによって行うことができる。2013年、MedWatchは、医療消費者による報告を容易にするために書式3500Bを導入した。MedWatchシステムは、医療製品の安全上の危険信号を検出することを目的としている。信号が検出された場合、FDAは公衆衛生を保護するために、医療製品に関する安全警告を発したり、製品の回収、撤回、または表示の変更を命じることができる。重要な安全情報は、MedWatchのWebサイトおよびMedWatch Eリストを通じて、医学界および一般の人々に配信される。
MedWatchシステムからの生データは、規制によって義務付けられた製造業者からの副作用報告とともに、公開データベースの一部をなす。データベースを分析するオンラインツール（eHealthMeのツールなど）は、医療消費者と専門家の両方が利用できる。このデータベースは、報道関係者がFDAの医薬品承認実務を調査するために用いられた。